# Мікеле Параматті
Мікеле Параматті (італ. Michele Paramatti, нар. 10 березня 1968, Салара) — італійський футболіст, що грав на позиції захисника, зокрема за СПАЛ, «Болонью» та «Ювентус».

## Ігрова кар'єра
Народився 10 березня 1968 року в місті Салара. Вихованець футбольної школи клубу СПАЛ. Дорослу футбольну кар'єру розпочав 1986 року в основній команді того ж клубу, в якій протягом сезону взяв участь у двох матчах чемпіонату. 
Протягом 1987—1989 років здобував ігрову практику, граючи на умовах оренду за нижчолігову «Руссі», після чого повернувся до СПАЛа. 1992 року допоміг команді виграту свою групу Серії C1 і вийти до другого дивізіону.
1995 року перейшов до друголігової «Болоньї», у складі якої у першому ж сезоні вийшов до Серії A. Загалом відіграв за цю команду протягом п'яти сезонів 135 матчі в італійській першості. 
Згодом у 2000–2002 роках грав за «Ювентус». У сезоні 2001/02 став у його складі чемпіоном Італії, після чого ще на сезон повернувся до «Болоньї».
Завершив ігрову кар'єру у «Реджяні», за яку виступав протягом 2003—2004 років.

## Титули і досягнення
- Чемпіон Італії (1):

«Ювентус»: 2001-2002
- Володар Кубка Інтертото (1):

«Болонья»: 1998